# Campoplex unicingulatus
Campoplex unicingulatus là một loài tò vò trong họ Ichneumonidae.